# Lamborghini Gallardo SE
Eind 2005 introduceerde Lamborghini de Gallardo SE (Special Edition), een gelimiteerde versie van de coupé. De Gallardo SE schakelt korter dan de coupé wat de 0-100 km/u tijd van 4,2 naar 4 seconden brengt. De topsnelheid kwam op 315 km/u te liggen. De verbeteringen van de SE zijn vanaf modeljaar 2006 ook standaard op de Gallardo Coupé.

## Specificaties
- Prijs: va € 229.701,- (2007)
- Carrosserievorm : 2-deurs Coupe
- Aantal cilinders : 10
- Cilinderinhoud : 4961 cc
- Kleppen per cilinder : 4
- Maximaal vermogen : 520 PK / 382 kW
- Maximaal koppel : 510 Nm
- Turbo : Nee
- Brandstof : Benzine
- Inhoud brandstoftank : 90 liter
- Versnellingsbak : 6
- Aandrijving : 4x4 wielen
- Lengte: 4300 mm
- Breedte: 1900 mm
- Hoogte: 1165 mm
- Massa leeg: 1430 kg
- Wielbasis : 2560 mm
- Draaicirkel : 11.5 m

Huidige modellen:
Huracán ·
Aventador ·
Urus
Uitvoeringen Lamborghini Gallardo:
Coupé ·
SE ·
Spyder ·
Superleggera ·
LP560-4 ·
LP560-4 Spyder ·
LP550-2 Valentino Balboni ·
LP570-4 Superleggera
Uitvoeringen Lamborghini Murciélago:
Coupé ·
Roadster ·
40th Anniversary ·
LP640 ·
LP640 Roadster ·
LP650-4 Roadster ·
LP670-4 SV ·
Reventón ·
Reventón Roadster
Oudere modellen:
350 GT · 
400 GT · 
Miura · 
Espada · 
Flying Star II · 
Islero · 
Jarama · 
Urraco · 
Countach · 
Silhouette · 
Jalpa · 
LM002 · 
Diablo · 
Murciélago ·
Gallardo
Concepten:
Alar ·
Asterion ·
Athon ·
Estoque ·
Sesto Elemento ·
Portofino